# Viktoria af Sachsen-Coburg-Saalfeld-Koháry
Viktoria af Sachsen-Coburg-Saalfeld-Koháry (10. november 1822 i Wien, Kejserriget Østrig – 10. november 1857 i Claremont House, Surrey, England)  var en tysk–ungarsk prinsesse, der giftede sig ind i det franske kongehus, og hvis søn giftede sig ind i det brasilianske kejserhus.
Hun var efterkommer af Christian 4. af Danmark–Norge og kongedatteren Leonora Christina Ulfeldt.

## Forfædre
Prinsesse Viktoria var sønnedatter af Hertug Franz Friedrich af Sachsen-Coburg-Saalfeld samt oldedatter af hertug Ernst Frederik af Sachsen-Coburg-Saalfeld.
Prinsesse Viktoria var veninde med sin kusine dronning Victoria af Storbritannien.

## Efterkommere
Prinsesse Viktoria var gift med Ludvig Karl af Orléans, hertug af Nemours, der var den næstældste søn af Marie Amalie af Begge Sicilier og kong Ludvig-Filip af Frankrig.
Parret fik fire børn: 
- Gaston, greve af Eu (1842– 1922), gift med den ældste datter af kejser Pedro 2. af Brasilien, har efterkommere, deriblandt Jean, greve af Paris, hertug af Vendôme (født 1965), der blev fransk tronprætendent i 2019.

- Ferdinand Philipp, hertug af Alençon (1844 – 1910), gift med Sophie Charlotte, hertuginde i Bayern (1847 – 1897), der var kejserinde Elisabeth af Østrig-Ungarns yndlingssøster.

- Marguerite d'Orléans (1846 – 1893), gift med en polsk adelsprins.

- Blanche Marie Amelie Caroline Louise Victoire d'Orléans (28. oktober 1857 – 4. februar 1932).